# Teoria de la decisió
La teoria de la decisió en economia, psicologia, filosofia, matemàtica, i estadística es preocupa de la identificació del valor, la incertesa i altres temes rellevants en una presa de decisió donada, la seva racionalitat i la seva resultant decisió òptima. Està estretament relacionada amb el camp de la teoria dels jocs.
Gran part de la teoria de la decisió és normativa o prescriptiva, és a dir, es preocupa d'identificar la millor decisió a prendre, assumint una decisió ideal completament informada que permeti ser computada acuradament i completament racional. L'aplicació pràctica de l'aproximació prescriptiva s'anomena «anàlisi de la decisió». Les eines del programari exhaustiu i sistemàtic s'anomenen «sistemes de suport a la informació» (decision support systems).